# George Mackenzie de Rosehaugh
 (février 2019).
Si vous disposez d'ouvrages ou d'articles de référence ou si vous connaissez des sites web de qualité traitant du thème abordé ici, merci de compléter l'article en donnant les références utiles à sa vérifiabilité et en les liant à la section « Notes et références ».
Sir George Mackenzie of Rosehaugh (1636-1691) est un avocat écossais, Lord Avocat, essayiste et écrivain juridique.

## Jeunesse
Mackenzie né à Dundee, est le fils de Sir Simon Mackenzie of Lochslin (mort c. 1666) et d'Elizabeth Bruce, fille du révérend Peter Bruce, pasteur de St Leonard's, et directeur de St Leonard's Hall à l'université de St Andrews. Il est le petit-fils de Kenneth, Lord Mackenzie de Kintail et un neveu de George Mackenzie, 2e duc de Seaforth.
Il effectue ses études à King's College, université d'Aberdeen (à partir de 1650), à l'université de St Andrews, et à l'université de Bourges en France.

## Carrière
Mackenzie est élu à la faculté des avocats en 1659 et prend la défense du procès d'Archibald Campbell, marquis d'Argyll en 1661. Il exerce les fonctions de représentant de la justice de 1661 à 1663, poste qui l’implique dans de nombreux procès en sorcellerie.
Mackenzie est fait chevalier et devient membre du Parlement écossais pour le comté de Ross à partir de 1669. En 1677, il devient Lord Avocat et membre du Conseil privé d'Écosse (Privy Council of Scotland).
En tant que Lord Avocate, il est le ministre responsable de la politique de persécution de Charles II en Écosse contre les Covenantaires. Après la bataille du pont de Bothwell en 1679, Mackenzie emprisonne 1 200 convenantaires dans un champ à côté de Greyfriars Kirkyard. Certains sont exécutés et des centaines meurent de maltraitance. Le sort réservé aux covenantaires lui vaut le surnom de "Bluidy Mackenzie" (Mackenzie le Sanguinaire). On ignore si l'épithète "Bluidy" lui est contemporaine ; elle apparaît dans Le Cœur du Midlothian (1818) de Sir Walter Scott, attribuée au personnage de Davie Deans. Le langage du sang prévaut dans le témoignage publié de Marion Harvey, pendue en 1681, qui appelle son sang sur Mackenzie : « ce tyran excommunié, George Mackenzie, l'avocat », entre autres (mausolée Mackenzie à Greyfriars, Édimbourg).
Mackenzie démissionne pour une courte période en 1686 et reprend ses fonctions en 1688. Il s'oppose à la destitution de Jacques II et pour échapper aux conséquences, se retire de la vie publique.

## Dernières années
Mackenzie prend sa retraite à Oxford durant la Glorieuse Révolution. Le 9 mars 1690, à Londres, il dine avec William Lloyd et John Evelyn, deux opposants épistolaires dans le passé. Il meurt à Westminster le 8 mai 1691 et est enterré dans le cimetière Greyfriars Kirkyard à Edinbourg. Son mausolée est dessiné par James Smith (c. 1645–1731) architecte écossais.

## Travaux
Dans sa vie privée, Mackenzie est un gentleman cultivé et érudit, avec un penchant pour la littérature. Il publie en 1660 Aretina, qu'on considère comme le premier roman écossais. Il laisse le souvenir d'un auteur de nombreux et élégant essais. Un antiquaire contemporain, Alexander Nisbet, l'appelle érudit et réputé.
Mackenzie écrit des livres de loi, politique et sur l'antiquité, dont :
- The Science of Heraldry, Treated as a Part of the Civil Law of Nations: Wherein Reasons are Given for its Principles, and Etymologies of its Harder Terms (1680);
- Institutions of the Law of Scotland (1684);
- Jus Regium: Or the Just and Solid Foundations of Monarchy in General, and More Especially of the Monarchy of Scotland: Maintain'd Against Buchannan, Naphtali, Dolman, Milton, &c. (1684), a major royalist tract;
- A Vindication of the Government in Scotland (1691);
- Antiquity of the Royal Line of Scotland (1686);
- Memoirs of the Affairs of Scotland from the Restoration of Charles II (1821).

Mackenzie prend part aux procès en sorcellerie du comté de Midlothian  en 1661, et défend la sorcière présumée Maevia. Il relate ultérieurement de manière détaillée son expérience dans ces procès. Il n'approuve pas la position de scepticisme, mais soutient que les sorcières sont moins nombreuses que prétendues. Il attribue les confessions à l'usage de la torture.
Son ouvrage Laws and Customs of Scotland in Matters Criminal (1678) est le premier traité en droit pénal. Dans celui-ci, Mackenzie défend que l'usage de la torture à des fins judiciaires en Écosse est légale. Il disait qu'elle était rarement utilisée. À la suite du complot de Rye-House, Charles II autorisa l'usage de la torture contre William Spence, secretaire d'Archibal, duc d'Agyll, qui fut transféré en Écosse. LE conseil privé écossais était réticent mais finalement alla au-delà de la loi écossaise en torturant Spence. Mackenzie rendit visite à William Carstares, concerné par la même enquête, en prison à Londres, pour l'avertir des conséquences s'il s'entêtait lors des interrogatoires.
Ses autres travaux sont :
- Religio Stoici (1663);
- A Moral Essay preferring Solitude to Public Employment (1665);
- Moral Gallantry (1667); et
- The Moral History of Frugality (1691).

## Héritage
Mackenzie fonde la bibliothèque des Avocats à Edinbourg. Son discours inaugural est daté du 15 mars 1689, donc juste avant son départ pour l'Angleterre; Mais il existe des preuves que le discours a été écrit plusieurs années auparavant et que la bibliothèque fonctionnait déjà au début des années 1680. Cette initiative suit la nomination de Mackenzie comme doyen de la faculté des avocats en 1682.

## Famille
En 1662  Mackenzie épouse Elizabeth Dickson, fille de John Dickson, Lord Hartree, qui siège à la cour suprême de justice. ils ont:
- John (mort jeune)
- Simon (mort jeune)
- George (mort jeune)
- Agnes, qui épouse James Stuart, qui devient ultérieurement le 1er duc de Bute
- Elizabeth, qui épouse tout d'abord Sir Archibald Cockburn de Langton et en secondes noces l'Honorable Sir James Mackenzie de Royston, Bt.

Sa première femme meurt au plus tard en 1667-1668 et en 1670 il épouse en secondes noces Margaret, fille de Haliburton de Pitcur. Ils ont un garçon et deux filles :
- George, qui se marie mais meurt sans descendance mâle avant son père.
- Anne, qui épouse Sir William Dick de Prestonfield
- Elizabeth, qui épouse Sir John Stuart de Grandtully